# 桜台 (白井市)
桜台（さくらだい）は、千葉県白井市の町丁。現行行政地名は桜台一丁目から桜台五丁目。郵便番号270-1412。

## 地理
白井市東部に位置する。武西・清戸・谷田・十余一、印西市木刈・小倉台・中央北・武西学園台・武西と隣接する。白井市で唯一千葉ニュータウン中央駅圏にあたる。地内市街地は千葉ニュータウンの一部となる。

## 歴史
瑞祥地名から採られた。

## 世帯数と人口
2017年（平成29年）10月31日現在の世帯数と人口は以下の通りである。
| 丁目       | 世帯数    | 人口    |
| ---------- | --------- | ------- |
| 桜台二丁目 | 1,540世帯 | 4,059人 |
| 桜台三丁目 | 504世帯   | 1,436人 |
| 桜台四丁目 | 76世帯    | 240人   |
| 計         | 2,120世帯 | 5,735人 |

## 小・中学校の学区
市立小・中学校に通う場合、学区は以下の通りとなる。
| 丁目       | 番地 | 小学校             | 中学校             |
| ---------- | ---- | ------------------ | ------------------ |
| 桜台二丁目 | 全域 | 白井市立桜台小学校 | 白井市立桜台中学校 |
| 桜台三丁目 | 全域 | 白井市立桜台小学校 | 白井市立桜台中学校 |
| 桜台四丁目 | 全域 | 白井市立桜台小学校 | 白井市立桜台中学校 |

## 施設
- 白井市立桜台小学校
- 白井市立桜台中学校
- 白井市立桜台保育園
- 白井市桜台センター
- 日本年金機構研修センター

## 交通

### 鉄道
地内に鉄道は通っていない。中央南にある北総鉄道北総線の千葉ニュータウン中央駅が利用できる。

### 道路
- 国道
  - 国道464号
- 都道府県道
  - 千葉県道189号千葉ニュータウン北環状線